# أغبالو أنكردوس
  أغبالو أنكردوس (بالإنجليزية: AGHBALOU N'KERDOUS)‏ هي جماعة قروية تابعة لإقليم الرشيدية ضمن جهة درعة تافيلالت بالمغرب.  بلغ مجموع عدد سكان   أغبالو أنكردوس حسب إحصاءات 2004 حوالي 9357  نسمة  يعيشون في  1306 أسرة.
يتكون من مجموعة من القبائل الامازيغية مثل( ايت إيحيى و ايت مرغاد...) تعتمد في اقتصادها على الفلاحة المعشية و ما يظفر به ابناءها من عملهم في المدن المغربية 

## إحصاء عام
| السنة | عدد السكان | عدد الأسر | عدد الأجانب |
| ----- | ---------- | --------- | ----------- |
| 1994  | 8249       | 1145      | °°°°        |
| 2004  | 9357       | 1306      | 0           |

## دواوير الجماعة
قصر اكودمان( مشيخة) .
قصر اغبالو ( مركز الجماعة القروية).
قصر ايت عبد الصمد .
قصر تودعت  (مشيخة).
قصر تاداوت .
قصر تاركوت .
قصر اكركيط .
قصر تورتيت.
قصر توريرت .
قصر افغ (مشيخة) ( تمقيت - تاغيا - اربيبن - إزقال).
قصر تمايوسفت الجديدة.
قصر تالدونت.